# Министр иностранных дел Боснии и Герцеговины
Министр иностранных дел Боснии и Герцеговины (босн. и хорв. Ministar vanjskih poslova Bosne i Hercegovine, серб. Министар спољних послова Босне и Херцеговине) — министерский пост в Совете министров Боснии и Герцеговине, глава министерства иностранных дел Боснии и Герцеговины, отвечающий за иностранные дела государства. Пост учреждён в 1990 году после начала распада Югославии.

## Министры иностранных дел Боснии и Герцеговины с 1990 года
- Харис Силайджич (20 декабря 1990 — 30 октября 1993);
- Ирфан Любиянкич[англ.] (30 октября 1993 — 28 мая 1995);
- Мухаммед Сакирбей[англ.] (3 июня 1995 — 30 января 1996);
- Ядранко Прлич (30 января 1996 — 22 февраля 2001);
- Златко Лагумджия (22 февраля 2001 — 13 января 2003);
- Младен Иванич (13 января 2003 — 9 февраля 2007);
- Свен Алкалай[англ.] (9 февраля 2007 — 10 февраля 2012);
- Златко Лагумджия (10 февраля 2012 — 31 марта 2015);
- Игорь Црнадак[англ.] (31 марта 2015 — 23 декабря 2019);
- Бисера Туркович (23 декабря 2019 — 25 января 2023);
- Элмедин Конакович[англ.] (с 25 января 2023).